# Aldo Poy
Aldo Poy (* 14. září 1945, Rosario) je bývalý argentinský fotbalista, útočník.

## Klubová kariéra
Hrál za argentinský klub Rosario Central. V letech 1971 a 1973 vyhrál argentinský šampionát Nacional s Rosariem Central. Nastoupil ve 292 ligových utkáních a dal 61 gólů. V Poháru osvoboditelů nastoupil v 16 utkáních a dal 3 góly.

## Reprezentační kariéra
Za reprezentaci Argentiny nastoupil v letech 1973-1974 ve 2 utkáních, byl členem argentinské reprezentace na Mistrovství světa ve fotbale 1974, ale v utkání nenastoupil.

## Ligová bilance
| Ročník                              | Zápasy | Góly | Klub            |
| ----------------------------------- | ------ | ---- | --------------- |
| Primera División (Argentina) 1965   | 10     | 0    | Rosario Central |
| Primera División (Argentina) 1966   | 24     | 2    | Rosario Central |
| Primera División (Argentina) 1967   | 31     | 10   | Rosario Central |
| Primera División (Argentina) 1968   | 25     | 3    | Rosario Central |
| Primera División (Argentina) 1969   | 28     | 1    | Rosario Central |
| Primera División (Argentina) 1970   | 19     | 12   | Rosario Central |
| Primera División (Argentina) 1971   | 45     | 10   | Rosario Central |
| Primera División (Argentina) 1972   | 39     | 9    | Rosario Central |
| Primera División (Argentina) 1973   | 39     | 7    | Rosario Central |
| Primera División (Argentina) 1974   | 32     | 7    | Rosario Central |
| CELKEM Primera División (Argentina) | 292    | 61   |                 |